# چروک

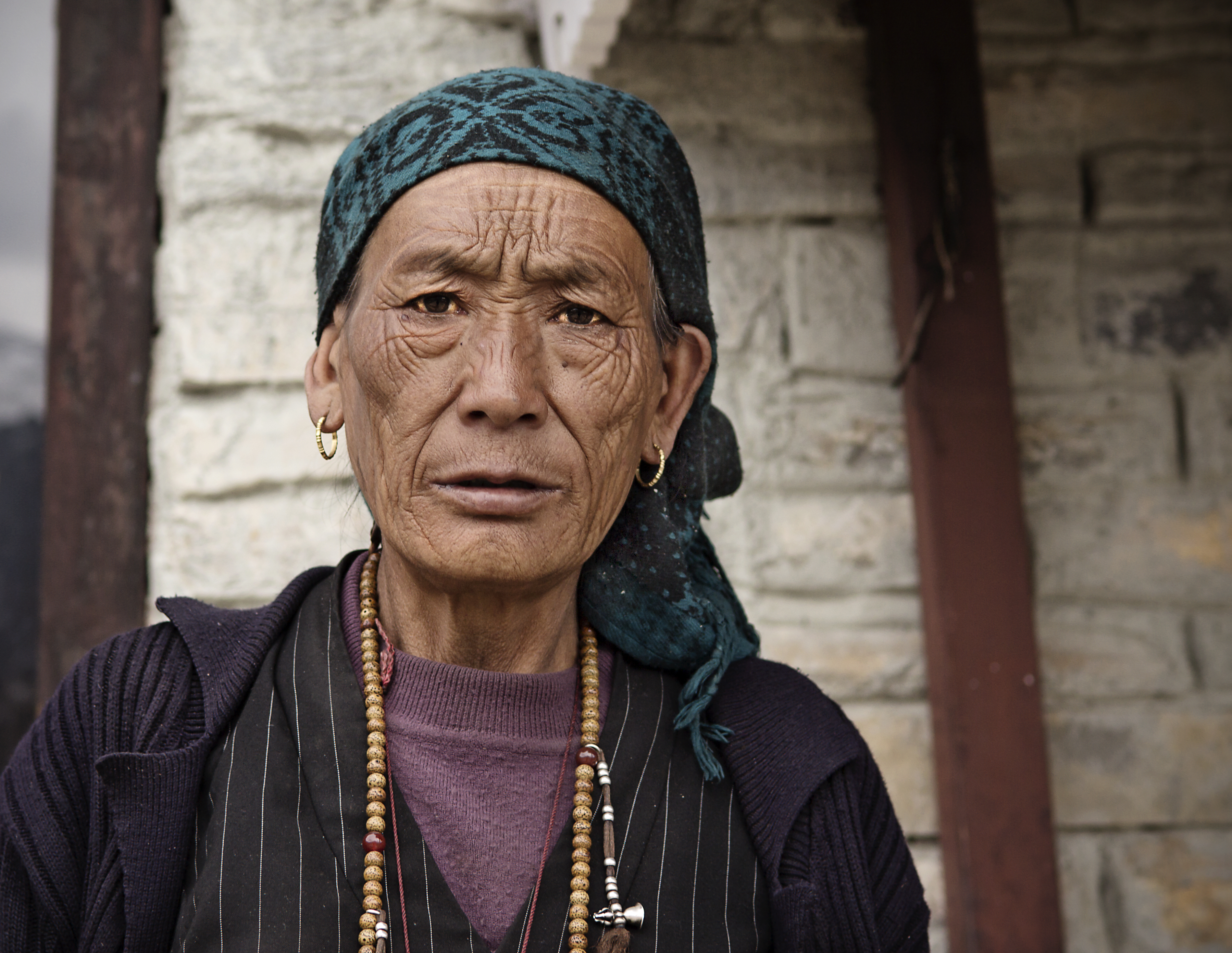
زنی مسن نپالی با چین و چروک صورت

چین و چروک، جمع‌شدن یا چین‌خوردن موقت یا دائم یک سطح نرم مانند پوست است. چروک‌های پوست انسان به‌طور معمول به واسطه پروسه سالخوردگی مثل گلیکاسیون رخ می‌دهند. حالت خواب، از دست دادن توده بدن و آسیب آفتاب نیز در ایجاد چروک موثرند.
چین و چروک سنی در پوست با حالات چهره، آسیب آفتاب، سیگار کشیدن، کم‌آبی و عوامل مختلف دیگر تقویت می‌شود. در انسان نیز می‌توان تا حدی از چروک پیشگیری کرد: با کارهایی مثل جلوگیری از قرار گرفتن در معرض بیش از حد نور خورشید و از طریق رژیم غذایی (به ویژه از طریق مصرف کاروتنوئیدها، فلاونوئیدها، ویتامین‌ها (A ،C، D و E)، اسیدهای چرب امگا ۳ و استعمال کرم ضد چین و چروک.